# Bera (Navarra)
Bera település Spanyolországban, Navarra autonóm közösségben. Bera Biriatou, Irun, Lesaka, Etxalar, Sare, Urrugne és Ascain községekkel határos. Lakosainak száma 3763 fő (2024).

## Népesség
A település népessége az elmúlt években az alábbi módon változott:
| Lakosok száma | 3531 | 3659 | 3684 | 3691 | 3798 | 3760 | 3763 | 3736 | 3771 | 3763 |
|               | 2001 | 2004 | 2007 | 2009 | 2012 | 2014 | 2017 | 2019 | 2022 | 2024 |